# Pteroceras asperatum
Pteroceras asperatum là một loài thực vật có hoa trong họ Lan. Loài này được (Schltr.) P.F. Hunt miêu tả khoa học lần đầu tiên vào năm 1970.